# Morning Musume Concert Tour 2003 "15nin de Non Stop!"
Albums de Morning Musume
No.5
(2003) Ai no Dai 6 Kan
(2004)
Vidéos par Morning Musume
Concert Tour 2003 Haru "Non Stop!"
(2003) Concert Tour 2004 Haru The Best of Japan
(2004)
Morning Musume Concert Tour 2003 "15nin de Non Stop!" (モーニング娘。コンサート2003”15人で NON STOP !) est une vidéo musicale du groupe de J-pop Morning Musume sortie en 2003, la neuvième d'un concert du groupe.

## Présentation
La vidéo sort au format DVD le 26 décembre 2003 au Japon sous le label zetima. Elle atteint la 6e place à l'Oricon, et reste classée pendant 14 semaines, pour un total de 33 731 exemplaires vendus durant cette période. Un deuxième DVD en bonus contient sept des titres filmés de façon alternative.
Le concert avait été filmé le mois précédent. Treize titres sortis en singles (dont un en "face B") sont interprétés, dont celui du dernier single en date : Go Girl ~Koi no Victory~ ; trois autres titres proviennent des albums et compilation du groupe. Quatre des chansons ne sont interprétées que par quelques-unes des membres, dont celle du premier single Morning Coffee chantée en duo par les deux seules membres originales restantes de l'époque :  Kaori Iida et Natsumi Abe.
Cette dernière, qui venait de commencer une carrière solo en parallèle, interprète aussi en solo la chanson de son premier single sorti peu de temps auparavant. Une autre membre du groupe, Miki Fujimoto, interprète également en solo la chanson de son dernier single solo Boogie Train '03, sorti en début d'année avant qu'elle ne rejoigne le groupe. Le sous-groupe Mini Moni interprète également un de ses titres au milieu du concert, de même que deux autres groupes du Hello! Project invités sur scène : Country Musume (avec Asami Konno et Miki Fujimoto de Morning Musume) et Coconuts Musume (avec Mika de Mini Moni). 

## Participantes
- Morning Musume
  - 1re / 2e générations : Kaori Iida, Natsumi Abe / Mari Yaguchi
  - 4e génération : Rika Ishikawa, Hitomi Yoshizawa, Nozomi Tsuji, Ai Kago
  - 5e génération : Ai Takahashi, Asami Konno, Makoto Ogawa, Risa Niigaki
  - 6e génération : Miki Fujimoto, Eri Kamei, Sayumi Michishige, Reina Tanaka
- Natsumi Abe en solo
- Country Musume (Asami, Mai Satoda, Miuna Saito, Asami Konno, Miki Fujimoto)
- Coconuts Musume (Ayaka, Mika)
- Miki Fujimoto en solo
- Mini Moni (Nozomi Tsuji, Ai Kago, Ai Takahashi, Mika)

## Liste des titres
| 1.  | Opening (OPENING)                                                            | Présentation                                  |  |
| 2.  | Shabondama (シャボン玉)                                                      | de l'album à venir Best! Morning Musume 2     |  |
| 3.  | MC-1                                                                         | Présentation                                  |  |
| 4.  | Do it! Now                                                                   | de l'album No.5                               |  |
| 5.  | MC-2                                                                         | Présentation                                  |  |
| 6.  | Sōda! We're Alive (そうだ! We're ALIVE)                                      | de l'album 4th Ikimasshoi!                    |  |
| 7.  | Suki de x5 (好きで×5)                                                        | de l'album Second Morning                     |  |
| 8.  | Summer Night Town (サマーナイトタウン) (par membres des 5e & 6e génération)  | de l'album First Time                         |  |
| 9.  | Suki na Senpai (好きな先輩) (par Kamei, Michishige, Tanaka)                  | de l'album 4th Ikimasshoi!                    |  |
| 10. | MC-3                                                                         | Présentation                                  |  |
| 11. | 22 Sai no Watashi (22歳の私) (par Natsumi Abe)                               | Premier single de Natsumi Abe                 |  |
| 12. | Uwaki na Honey Pie (浮気なハニーパイ) (par Country Musume...)                | Single de Country Musume ni Konno to Fujimoto |  |
| 13. | Tokonatsu Musume (常夏娘) (par Coconuts Musume)                              | 3e single de Coconuts Musume                  |  |
| 14. | MC-4                                                                         | Présentation                                  |  |
| 15. | Boogie Train '03 (ブギートレイン’03) (par Miki Fujimoto)                     | Single de Miki Fujimoto                       |  |
| 16. | Crazy About You (CRAZY ABOUT YOU) (par Mini Moni)                            | Single de Mini Moni                           |  |
| 17. | MC-5                                                                         | Présentation                                  |  |
| 18. | Morning Coffee (モーニングコーヒー (par Kaori Iida et Natsumi Abe)           | de l'album First Time                         |  |
| 19. | Daite Hold On Me! (抱いて HOLD ON ME!) (Iida Abe Yaguchi Ishikawa Yoshizawa) | de l'album Second Morning                     |  |
| 20. | Mr. Moonlight ~Ai no Big Band~ (Mr.Moonlight ~愛のビッグバンド~)             | de l'album 4th Ikimasshoi!                    |  |
| 21. | Love Machine (LOVEマシーン)                                                  | de l'album 3rd -Love Paradise-                |  |
| 22. | Say Yeah! ~Motto Miracle Night~ (Say Yeah! ~もっとミラクルナイト~)           | de l'album Best! Morning Musume 1             |  |
| 23. | The Peace! (ザ☆ピ～ス!)                                                      | de l'album 4th Ikimasshoi!                    |  |
| 24. | Dekkai Uchū ni Ai ga Aru (でっかい宇宙に愛がある)                            | de l'album 4th Ikimasshoi!                    |  |
| 25. | MC-6                                                                         | Présentation                                  |  |
| 26. | Koko ni Iruzee! (ここにいるぜぇ!)                                            | de l'album No.5                               |  |
| 27. | Go Girl ~Koi no Victory~ (Go Girl ~恋のヴィクトリー~)                        | de l'album à venir Best! Morning Musume 2     |  |
| 28. | MC-7                                                                         | Présentation                                  |  |
| 29. | Renai Revolution 21 (恋愛レボリューション21)                                 | de 4th Ikimasshoi! / Best! Morning Musume 1   |  |
| 30. | Furusato (Instrumental) (ふるさと...)                                        | du single Furusato                            |  |

| 1. | Shabondama (シャボン玉)                                  | de l'album à venir Best! Morning Musume 2 |  |
| 2. | Sōda! We're Alive (そうだ! We're ALIVE)                  | de l'album 4th Ikimasshoi!                |  |
| 3. | Summer Night Town (サマーナイトタウン)                   | de l'album First Time                     |  |
| 4. | Suki na Senpai (好きな先輩)                              | de l'album 4th Ikimasshoi!                |  |
| 5. | Boogie Train '03 (ブギートレイン’03) (par Miki Fujimoto) | Single de Miki Fujimoto                   |  |
| 6. | Morning Coffee (モーニングコーヒー)                      | de l'album First Time                     |  |
| 7. | Daite Hold On Me! (抱いて HOLD ON ME!)                   | de l'album Second Morning                 |  |